# Jon Smyth
Pour les articles homonymes, voir Smyth.
Pour le pasteur baptiste anglais, voir John Smyth.
Jon Smyth (né le 20 janvier 1982 à Markham, Ontario au Canada) est un joueur canadien de hockey sur glace.

## Carrière de joueur
Après quatre saisons passées à l'université Colgate, il entreprit une carrière professionnelle avec les Nailers de Wheeling de l'ECHL. Il n'y joua qu'une saison s'envolant par la suite en Allemagne pour y évoluer deux saisons dans la 2. Bundesliga. En 2009-2010, il signa avec les Tohoku Free Blades, équipe qui en était à sa première saison dans l'Asia League.

## Statistiques
Pour les significations des abréviations, voir Statistiques du hockey sur glace.
| Saison    | Équipe                | Ligue         |    | Saison régulière | Saison régulière | Saison régulière | Saison régulière | Saison régulière |   | Séries éliminatoires | Séries éliminatoires | Séries éliminatoires | Séries éliminatoires | Séries éliminatoires |
| Saison    | Équipe                | Ligue         | PJ | B                | A                | Pts              | Pun              | PJ               | B | A                    | Pts                  | Pun                  |                      |                      |
| 2000-2001 | Spirit de Stouffville | OPJHL         | 37 | 18               | 14               | 32               | 34               | -                | - | -                    | -                    | -                    |                      |                      |
| 2002-2003 | Université Colgate    | NCAA          | 25 | 2                | 1                | 3                | 2                | -                | - | -                    | -                    | -                    |                      |                      |
| 2003-2004 | Université Colgate    | NCAA          | 38 | 21               | 21               | 42               | 24               | -                | - | -                    | -                    | -                    |                      |                      |
| 2004-2005 | Université Colgate    | NCAA          | 39 | 17               | 17               | 34               | 38               | -                | - | -                    | -                    | -                    |                      |                      |
| 2005-2006 | Université Colgate    | NCAA          | 39 | 11               | 22               | 33               | 14               | -                | - | -                    | -                    | -                    |                      |                      |
| 2006-2007 | Nailers de Wheeling   | ECHL          | 61 | 7                | 26               | 33               | 14               | -                | - | -                    | -                    | -                    |                      |                      |
| 2007-2008 | Heilbronner Falken    | 2. Bundesliga | 26 | 12               | 9                | 21               | 28               | -                | - | -                    | -                    | -                    |                      |                      |
| 2007-2008 | SERC Wild Wings       | 2. Bundesliga | 24 | 11               | 10               | 21               | 29               | 11               | 5 | 2                    | 7                    | 12                   |                      |                      |
| 2008-2009 | SERC Wild Wings       | 2. Bundesliga | 39 | 10               | 23               | 33               | 49               | 2                | 0 | 0                    | 0                    | 4                    |                      |                      |
| 2009-2010 | Tohoku Free Blades    | Asia League   | 31 | 20               | 19               | 39               | 44               | -                | - | -                    | -                    | -                    |                      |                      |